# Новый Албинец
Новый Албинец (рум. Albineţul Nou, Албинецул-Ноу) — село в Фалештском районе Молдавии. Наряду с сёлами Старый Албинец, Нижний Редиу и Верхний Редиу входит в состав коммуны Старый Албинец.

## География
Село расположено на высоте 114 метров над уровнем моря.

## Население
По данным переписи населения 2004 года, в селе Албинецул-Ноу проживает 205 человек (95 мужчин, 110 женщин).
Этнический состав села:
| Национальность | Число жителей | Процентный состав |
| -------------- | ------------- | ----------------- |
| молдаване      | 104           | 50.73             |
| украинцы       | 97            | 47.32             |
| русские        | 4             | 1.95              |
| Всего          | 205           | 100%              |